# Jakiw Schtschoholiw

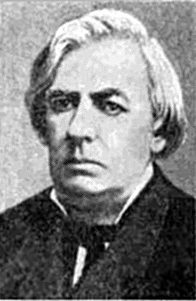
Jakiw Schtschoholiw

Jakiw Iwanowytsch Schtschoholiw (ukrainisch Яків Іванович Щоголів, russisch Яков Иванович Щоголев Jakow Iwanowitsch Schtschogolew; * 24. Oktoberjul. / 5. November 1824greg. in Ochtyrka, Gouvernement Charkow, Russisches Kaiserreich; † 27. Maijul. / 8. Juni 1898greg. in Charkow, Russisches Kaiserreich) war ein ukrainischer Dichter der Romantik.

## Leben
Jakiw Schtschoholiw kam in Ochtyrka in der heute ukrainischen Oblast Sumy als Sohn einer alten Adelsfamilie zur Welt.
Von 1832 bis 1835 besuchte er in Ochtyrka eine dreistufige Bezirksschule und anschließend das Erste Charkier Gymnasium. Zu der Zeit las er die Werke von Walter Scott und Nikolai Gogol und schrieb seine ersten Gedichte. Aufgrund der Kritik von Wissarion Belinski gab er das Dichten aber erstmal auf.
Schtschoholiw studierte an der historisch-philologischen Fakultät der Universität Charkiw, die er 1848 absolvierte.
Während seines Studiums kam er mit den Professoren Amwrossij Metlynskyj, Ismail Sresnewski (1812–1880) und Nikolai Kostomarow in Kontakt, die einen großen Einfluss auf ihn ausübten. Insbesondere Metlynskyj weckte in ihm eine Sehnsucht nach der ukrainischen Vergangenheit, was ihn veranlasste, wieder zu schreiben.
Zwischen 1849 und 1870 war er im öffentlichen Dienst bei der Gouvernementsverwaltung beschäftigt. 1871 zog er sich zurück und ließ sich dauerhaft in Charkiw nieder, wo er 73-jährig starb.
Schtschoholiw erlangte als Dichter Bekanntheit. 1883 veröffentlichte er seine Gedichtsammlung Worskla und 1898, am Tag seiner Beerdigung, wurde die Gedichtsammlung Sloboschanschtschyna" publiziert. Viele seiner Gedichte wurden wie Volkslieder gestaltet, anschließend von Musikern vertont und reicherten das Liedrepertoire der ukrainischen Sprache an.